# Grumman F4F Wildcat
De Grumman F4F Wildcat was een succesvol jachtvliegtuig van de United States Navy en United States Marine Corps aan het begin van de strijd in de Stille Oceaan, tijdens de Tweede Wereldoorlog. De Wildcat verving in 1941 de verouderde Brewster F2A Buffalo op alle vliegdekschepen. Grumman was de fabrikant.

De Thach-vlecht, een tactiek waarmee de inferieure Wildcat de Japanse Zero kon overmeesteren

Als standaard-jachtvliegtuig van de US Navy nam de Wildcat deel aan alle grote zeeslagen uit het begin van de oorlog in de Stille Oceaan. Aangezien het inferieur was aan zijn voornaamste tegenstander, de Mitsubishi A6M Zero, werd het vanaf 1943 vervangen door zijn opvolger, de Grumman F6F Hellcat.
Piloten die met dat type vlogen, leerden spoedig hoe ze tegen de Japanse Zero jachtvliegtuigen moesten optreden. Ze moesten bij voorkeur hoger dan de vijand vliegen en er geen 'dogfight' (Ned: kringgevecht) mee aangaan. Van boven er op neerduiken, schieten en maken dat je wegkomt, dat was de tactiek. Maar als een dogfight onvermijdelijk was, bood de Wildcat, die stevig in elkaar zat, de vlieger een redelijke bescherming.
De Wildcat werd ook door de Royal Navy gebruikt onder de naam 'Martlet'. Nadat de Wildcat door de Hellcat vervangen was op de vlootvliegkampschepen, bleef de Wildcat nog tot het einde van de oorlog in dienst op de kleinere escortevliegkampschepen omdat de Hellcat te groot en zwaar was om vanaf die schepen te kunnen opereren.
De motor is een Pratt & Whitney R-1830-radiaalmotor met een vermogen van 1200 pk. Zijn maximumsnelheid was 533 km/u op 7000 meter. Het stijgvermogen was 750 meter/min. De hoogteplafond bedroeg 12.000 meter. Actieradius: 1360 km. Het gewicht/leeg 2226 kg en beladen 3367 kg. De spanwijdte van de Grumman F4F Wildcat was 11,6 meter en zijn lengte bedroeg 8,8 meter.

## Afbeeldingen

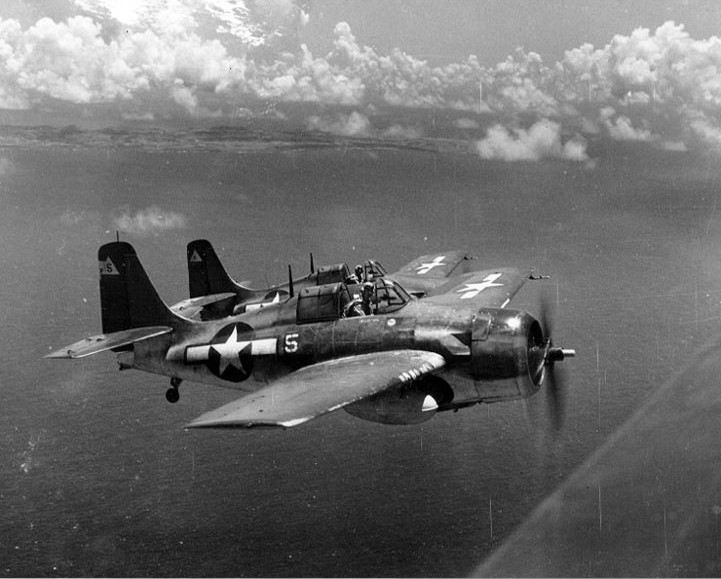
In formatie
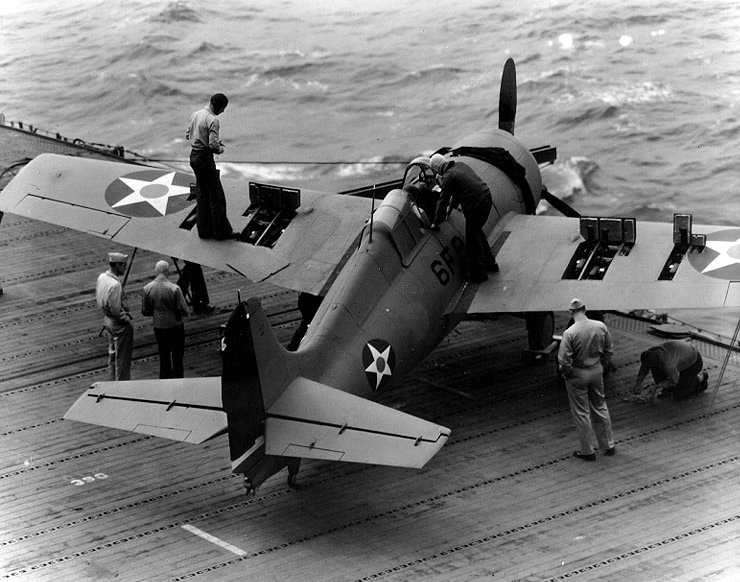
Test van de machinegeweren
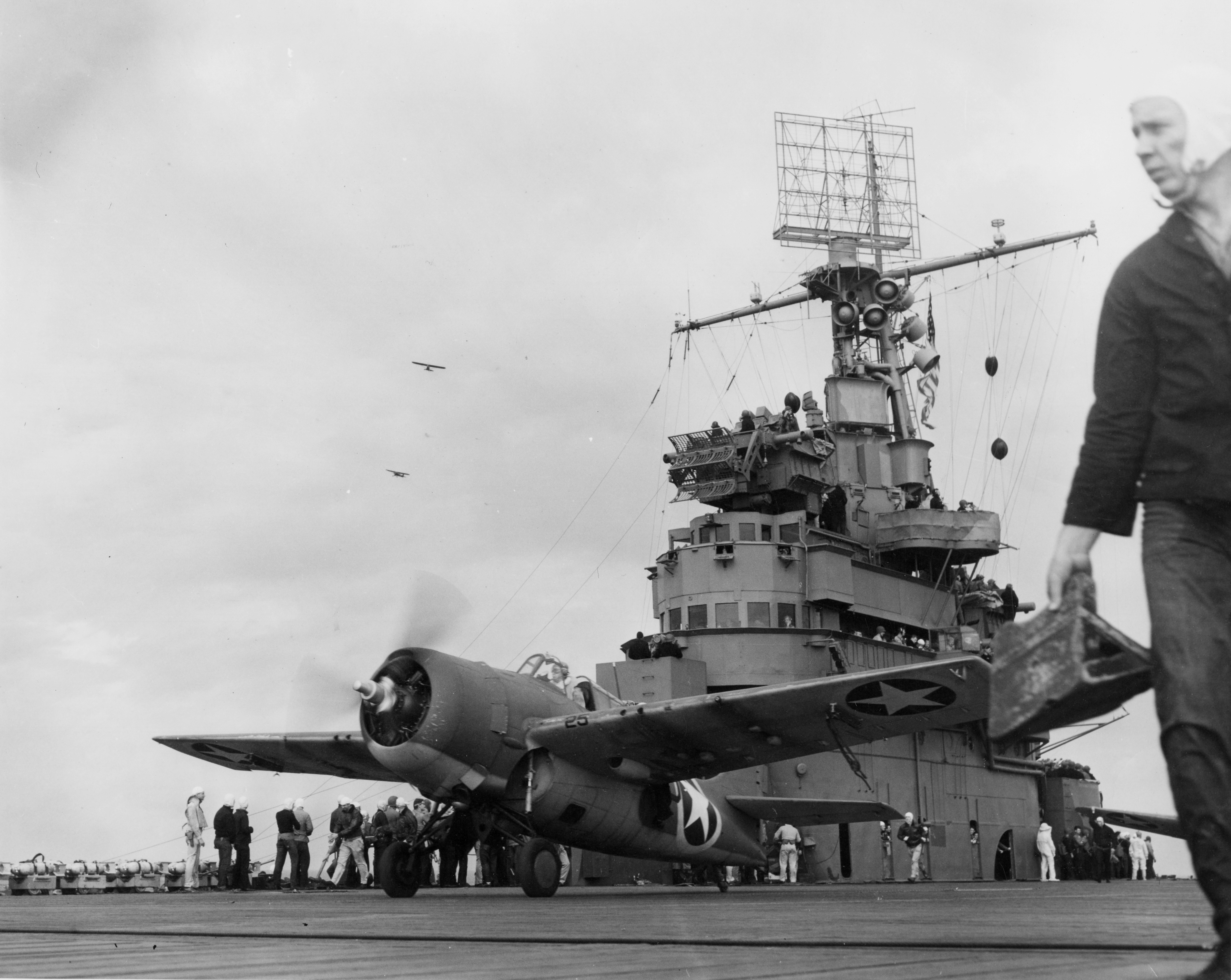
Een Wildcat stijgt op van de USS Ranger tijdens Operatie Torch